# Bindi
Bindi er en dekoration i panden – oftest en rød prik, men det kan også være et smykke – som bruges som udsmykning i Indien, Bangladesh og andre områder i Sydasien.
Oprindelig var den en markering for gifte hindu-kvinder, men i dag bruges bindi også af begge køn og især ugifte piger/kvinder, børn (både drenge og pige babyer[kilde mangler]) og af ikke-hinduer. Hinduer mener, at gifte kvinder skal have rød bindi og ugifte kvinder sort bindi.
Nogle gange bruges bindi af internationale berømtheder som f.eks. Gwen Stefani, Shakira, Madonna, Nina Hagen, Nelly Furtado og Shania Twain.

## Ekstern henvisning
- Hinduisme Arkiveret 3. januar 2009 hos  Wayback Machine